# 酒匂常明
- 酒匂常明
- 酒勾常明

酒匂 常明（さこう つねあきら、文久元年11月27日（1861年12月28日） - 1909年（明治42年）7月11日）は、日本の農学者（農学士・農芸化学士）、官僚。「米博士」、「米作りの功労者」とも呼ばれる。日本製糖社長時代に汚職事件が起こり、自殺した。

## 来歴・人物
1861年12月28日、但馬国出石藩士の子に生まれる。
1883年3月、駒場農学校の農業科・農芸化学科を経て農商務省に入省。農商務省御用掛を以て駒場農学校助教授を兼職し、1887年に教授に昇格。また、農務局事務取扱として農業政策の事務も執った。
1889年4月からヨーロッパに留学。1891年1月帰朝。帰朝後には農科大学教授及び農商務省技師となる。
1892年12月、北垣国道に招かれ、北海道庁財務長就任。北海道庁の施策として米作りを奨励し、1893年に上白石村と亀田村に稲作試験場を、真駒内に模範水田を作り、北海道での稲作が可能なことを証明した。
1898年4月農商務書記官、11月農政課長、1903年農務局長となり、渋沢栄一の勧誘に応じて1906年11月辞職、大日本製糖株式会社の社長となる。
1909年、日糖事件が起こる。同年7月11日、事件の責任を取るために自宅にてピストル自殺を遂げる。享年49歳。墓所は青山霊園(1イ21-7)。

## 家族・親族
- 妻は井上貞教の娘・はる子。息子の常清は黒田清の後を継いだ。尚、貞教の妻は黒田清隆の姉・たか子。

## 著書

### 著述
- 『農家小学』吉備商会等、1887年4月。 NCID BA66824531。全国書誌番号:40060724。
- 『酒勾甲部普通農事巡回教師農談筆記』岐阜県第一部、1887年5月。全国書誌番号:40061062。
- 『改良日本米作法』有隣堂、1887年10月。 NCID BA52318549。
  - 『改良日本米作法』（再版）有隣堂、1888年1月。 NCID BA44701844。全国書誌番号:40059944。
  - 『米作新論』（増訂3版）有隣堂、1892年6月。 NCID BA45009872。全国書誌番号:40061280。
  - 『米作新論』（増訂4版）耕読舎、1894年3月。 NCID BA44702381。
  - 『米作新論』（増訂5版）有隣堂、1896年11月。 NCID BA38036558。全国書誌番号:40061281。
  - 「増訂3版米作新論・北海道米作論」『稲作』農山漁村文化協会〈明治農書全集 第1巻〉、1983年8月。 NCID BN02148165。全国書誌番号:84001710。
  - 『改良日本米作法』（復刻版）龍渓書舎〈明治後期産業発達史資料 第201巻  第5期 農林水産一班篇 3〉、1994年8月。 NCID BN13352673。全国書誌番号:95014084。
- 『肥料ノ事』石原蔵臧筆記、石原蔵臧、1888年6月。全国書誌番号:40061191。
- 『日本肥料全書』有隣堂、1888年11月。 NCID BA31514684。全国書誌番号:40060668。
  - 『日本肥料全書』（増訂2版）有隣堂、1894年2月。 NCID BN07838921。全国書誌番号:40060669。
- 『米作肥料規則』大日本農会、1891年12月。全国書誌番号:40061283。
- 『日清韓実業論』実業之日本社、1903年5月。 NCID BA51011336。全国書誌番号:60005356。
- 『韓国農業要項』農商務省農務局、1906年1月。全国書誌番号:40034163。
- 大隈重信撰、副島八十六 編「農政及び林政」『開国五十年史』 下巻、開国五十年史発行所、1908年2月、415-466頁。 NCID BN0487167X。全国書誌番号:51009917。
  - 大隈重信撰、副島八十六 編「農政及び林政」『開国五十年史』 下巻（復刻版）、原書房〈明治百年史叢書 151〉、1970年11月、415-466頁。ISBN 9784562002429。 NCID BN04084788。全国書誌番号:73004422。

### 校閲
- ワグネル 著、倉島義郎 訳『実地応用肥料新説』有隣堂、1888年3月。 NCID BA47091499。全国書誌番号:40061176。
- ヘンリー・タンネル 著、蘆葉六郎 訳『農学階梯』長島為一郎、1889年3月。全国書誌番号:40060686。